# Кязимзаде, Аббас Кули
Аббас Кули Мухаммед Ибрагим оглы Кязимзаде (азерб. Abbasqulu Məhəmməd İbrahim oğlu Kazımzadə; 1882, Маштага, Бакинская губерния, Российская империя — 29 июля 1947, Стамбул, Турция) — азербайджанский публицист, политический деятель, член парламента Азербайджанской Демократической Республики и азербайджанской эмиграции.

## Биография
Аббас Кули Кязимзаде родился в 1882 году в бакинском посёлке Маштага. Начальное образование получил в религиозном училище, позже учился в третьей русско-татарской школе.
Был членом партии «Гуммет», вместе с Мамед Эмином Расулзаде, Мамед-Гасаном Гаджинским, Нариманом Наримановым и другими.
Занимался также общественной деятельностью, помогал в постановках номеров на сцене, а также в выпуске журнала «Молла Насреддин».
В 1904 году был арестован властями, но позже освобождён. В то время он являлся владельцем магазина канцелярских товаров в Баку, который служил местом для тайных собраний. 15 мая 1911 года его вновь арестовывают за распространение пантюркистских идей и выпускают на свободу 14 июля. В октябре 1911 года в Баку, Тагы Нагыоглы, Аббас Кули Кязимзаде и Мамед-Али Расулзаде создают партию «Мусават».
После провозглашения Азербайджанской Демократической Республики под руководством Аббас Кули Кязимзаде было создано 7 октября 1918 года культурное общество «Türk ocağı» («Тюркский очаг»).
Был членом парламента АДР, входил во фракциию «Мусават и безпартийные». Возглавлял хозяйственную комиссию парламента.

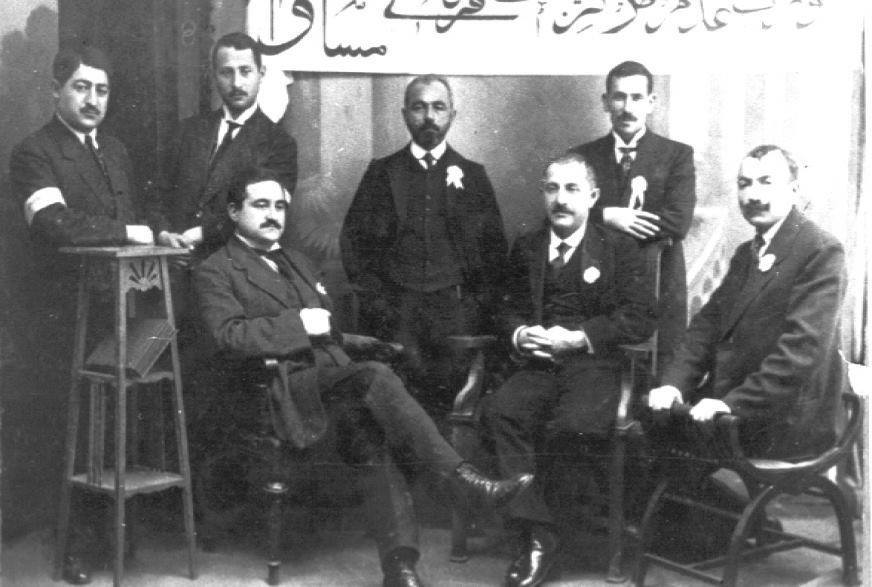
Члены партии «Мусават», сидящие (справа налево): Аббас Кули Кязимзаде, Насиб-бек Усуббеков, Мамед Эмин Расулзаде; стоящие (справа налево): Кербелаи Вели Микаилов, Мирза Мамед Ахундзаде, Мамед-Али Расулзаде, Таги Нагиев

После оккупации большевиками в 1920 году Азербайджанской Демократической Республики вместе с Мамед Эмином Расулзаде скрывается в селе Лагич. Но через некоторое время сотрудники ЧК находят и задерживают их. Благодаря дружеским отношениям со Сталиным, Мамед Эмину Расулзаде удаётся уехать вместе с ним в Москву, а Кязимзаде оставался в тюрьме, так как местные коммунисты испытывали к нему особую ненависть. Позже он был доставлен поездом в Москву и заключён в Бутырскую тюрьму. Через некоторое время Аббас Кули был отпущен на свободу. Ему надо было найти себе работу, поэтому вместе с Мамед Эмином Расулзаде они отправились к Сталину. Сталин направил его в службу снабжения Народного комиссариата по делам национальностей.
Позже Аббас Кули вернулся в Баку. В 1922 году он вместе с Мамед-Али Расулзаде, морем на туркменской лодке бежали в Иран и достигли порта Пехлеви. Оттуда они отправились в Турцию.
В 1922 году в Турцию приезжает Мамед Эмин Расулзаде и создаёт заграничное бюро партии «Мусават». Он становится председателем бюро, Мирзабала Мамедзаде секретарём, а Халил-бек Хасмамедов казначеем. В состав бюро также вошли Аббас Кули Кязимзаде и Мамедсадыг Ахундзаде.

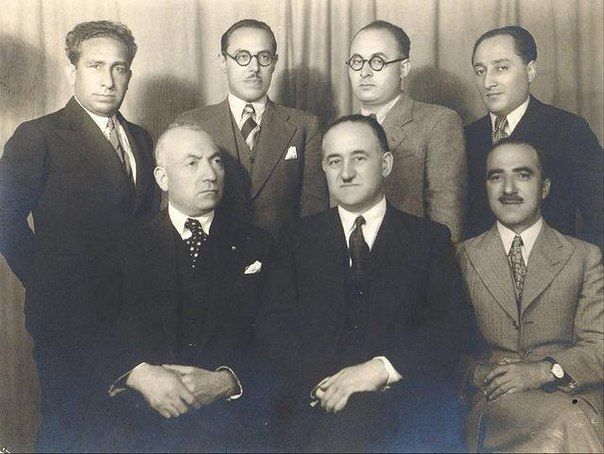
Азербайджанские политические эмигранты, 1930-е годы. Стоят (слева направо): Мирза Бала Мамедзаде, Керим Одер, Али Азертекин, Хилал Мунши. Сидят: Аббас Кули Кязимзаде, Мамед Эмин Расулзаде, Хосров Султанзаде

Аббас Кули Кязимзаде имел канцелярский магазин «Азербайджан» на площади Стамбула, Баязет. В этом магазине продавались различные атрибуты, касающиеся Азербайджанской Демократической Республики, а 27 апреля магазин не работал, так как именно в этот день Азербайджан был завоёван большевиками. 9 июня 1924 года в Стамбуле он встречается с Балабеем Годжазаде и Банин.
С марта 1929 года бюро партии выпускает журнал «Odlu Yurd» («Огненное отечество»), владельцем которого был Аббас Кули Кязимзаде, он также владел газетой «Bildiriş» («Уведомление»), редактором которой был Мирзабала Мамедзаде. В 1932 году Аббас Кули уехал в Германию. Работал в журналах «İstiqlal» («Независимость») с 1932 года и «Qurtuluş» («Спасение»), с 1934 года. После начала Второй Мировой войны вернулся обратно в Турцию. Аббас Кули Кязимзаде до конца жизни вёл борьбу за независимость Азербайджана и скончался в Стамбуле 29 июля 1947 года. Он был похоронен на кладбище Ферикёй.